# Castel Colonna
Castel Colonna egykori település Olaszországban, Marche régióban, Ancona megyében.  Castel Colonna Corinaldo, Mondolfo, Monterado, Ripe és Senigallia községekkel határos.

## Népesség
A település lakossága az elmúlt években az alábbi módon változott:
.

## Története
2014. január elsején beleolvadt az újonnan létrejött Trecastelli községbe.

## Fordítás
- Ez a szócikk részben vagy egészben  a   Castel Colonna című olasz Wikipédia-szócikk fordításán alapul.  Az eredeti cikk szerkesztőit annak laptörténete sorolja fel. Ez a jelzés csupán a megfogalmazás eredetét és a szerzői jogokat jelzi, nem szolgál a cikkben szereplő információk forrásmegjelöléseként.